# لجنة الأمم المتحدة الخاصة
لجنة الأمم المتحدة الخاصة أو أونسكوم هي لجنة أنشئت لنزع أسلحة الدمار الشامل العراقية بقرار من مجلس الأمن أوقف إطلاق النار في الخليج رقم 687 في أعقاب حرب الخليج الثانية في 3 نيسان عام 1991، وقد كلفت اللجنة بتنفيذ المواد غير النووية من القرار وبمساعدة الوكالة الدولية للطاقة الذرية في المجالات النووية، وتختص هذه المواد بإزالة أسلحة العراق للتدمير الشامل والصواريخ البالستية بمدى أكثر من 150 كيلومترا ومعها العناصر المتصلة بها ومنشآت إنتاجها تحت إشراف دولي. قامت اللجنة حتى كانون الأول 1998 بأكثر من 250 مهمة تفتيش، ووفقا لتعبير الأمم المتحدة فإن التفتيش كان نشيطا وصارما وفضوليا. ظلت هذه اللجنة تعمل وفقا لهذا القرار حتى ديسمبر/ كانون الأول عام 1998 انسحبت بعدها بقرار من رئيسها في ذلك الوقت.

## خلفية

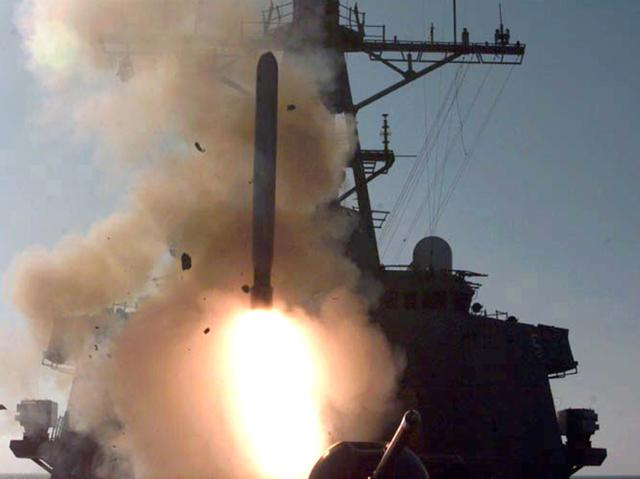
صاروخ ينطلق من بارجة أمريكية في الخليج العربي خلال عملية ثعلب الصحراء عام 1998

أنشئت لجنة الأمم المتحدة الخاصة «أونسكوم» لنزع أسلحة التدمير الشامل العراقية بقرار مجلس الأمن. عملت هذه اللجنة حتى كانون الأول عام 1998 حيث انسحبت بعدها بقرار من رئيسها في ذلك الوقت، وقامت الولايات المتحدة في أعقاب ذلك بشن عملية جوية صاروخية سميت "ثعلب الصحراءضد العراق في محاولة لإجباره على الانصياع الكامل لمطالب اللجنة. ولكن العراق لم يذعن لمطالب اللجنة ورفض عودة المفتشين قبل رفع العقوبات الموقعة عليه، وقد سعت الولايات المتحدة وحليفتها بريطانيا مستخدمة الأمم المتحدة إلى الالتفاف حول رفض العراق بتغيير الصيغة فاستصدرت قرار مجلس الأمن رقم 1284 في 17 ديسمبر/ كانون الأول 1999 والذي شكلت بموجبه لجنة جديدة باسم "أنموفيك" (UNMOVIC) أي لجنة الأمم المتحدة للرصد والتحقق والتفتيش والتي كلفت بمسؤولية اللجنة السابقة بالتأكد من إزالة برامج أسلحة التدمير الشامل والصواريخ المحظورة العراقية، وهي مفوضة بإقامة وتشغيل نظام رصد وتحقق مدعم وإبلاغ الموضوعات التي لا تصل إلى حل بها تختص بنزع السلاح وتحديد مواقع إضافية تتعرض للتفتيش بموجب نظام الرصد الجديد. وكانت الوكالة الدولية للطاقة الذرية تقوم بالتفتيش على المنشآت النووية العراقية وفقا لاتفاق الضمانات الموقع بين الوكالة والعراق للتأكد من تطبيق الضمانات المحددة. ووفقا للقرار 1284 ترفع العقوبات عن العراق بعد 120 يوما من تعاون العراق مع "أنموفيك"، وتعود العقوبات بشكل تلقائي حينما يفشل العراق في إظهار تعاونه معها.
فوض مجلس الأمن اللجنة الخاصة «أونسكوم» بقراره رقم 715 بتاريخ 11 تشرين الأول 1991 في تنفيذ خطة الرصد والتحقق من النشاطات الكيماوية والبيولوجية المسموح بها، كما طلب من اللجنة أن تساعد وتعاون الوكالة الدولية للطاقة الذرية في تنفيذ الخطة الجارية بالرصد والتحقق من المجال النووي. واعتبرت اللجنة الفقرة 7 من قرار مجلس الأمن رقم 715 /1991 ثم قرار مجلس الأمن رقم 1051 الذي اعتمد آلية رصد مبيعات وإمدادات الدول الأخرى للعراق بالمواد ذات الاستخدام المزدوج عنصرا ضروريا للجهود العامة للجنة لرصد انصياع العراق لالتزاماته ألا يمتلك مرة أخرى قدرات التسليح الممنوعة.

## الأعضاء
في 18 نيسان 1991 قدم السكرتير العام للأمم المتحدة تقريره إلى مجلس الأمن حول إنشاء لجنة الأمم المتحدة الخاصة «أونسكوم» وبعد قبول المجلس للتقرير في 19 نيسان عين السكرتير العام السفير رالف إيكيوس السويدي رئيسا تنفيذيا للجنة الخاصة، وفي 1 أيار 1991 عين الأمين العام 20 عضوا آخرين من أستراليا وألمانياوإندونيسيا وإيطاليا وبولندا وروسيا الاتحادية وفنزويلا والمملكة المتحدةوالنمسا ونيجيريا وهولندا والولايات المتحدة واليابان. وقد خلف ريتشارد باتلر من أستراليا رالف إيكيوس في عمله رئيسا تنفيذيا في أول تموز 1997 ولم يعين من يحل محله في نهاية سنتي خدمته في 30 حزيران 1999، وعمل نائبه تشارلز دافلر من الولايات المتحدة قائما بالأعمال من أول تموز 1999 حتى 17 كانون الأول 1999 حينما حلت لجنة «أنموفيك» محلها وفقا لقرار مجلس الأمن 1284 في 17 كانون الأول 1999. وقد انتخب المفتشون على أساس مؤهلاتهم وخبراتهم الفنية، كما روعي اختيارهم من أكبر عدد من الدول الأعضاء في الأمم المتحدة في حدود القدرات والخبرات المتيسرة، ووفقا لمعلومات الأمم المتحدة فإن أكثر من ألف فرد من أكثر من 40 بلدا شاركوا في فرق التفتيش. كما عين هانز بليكس السويدي والرئيس السابق لوكالة الطاقة الذرية رئيسا «لأنموفيك» في أول آذار 2000 ويساعده عدد غير محدد من المفتشين الدوليين يختلفون حسب المهمة التي يقومون بها. لكن اللجنة لم تمارس أي عمل حتى نهاية عام 2000 ولم تبدو في الأفق بادرة لمباشرة أعمالها.

## انتقادات
وجهت عدة اتهامات ضد اللجنة أهمها تعمد إهانة العراق والعدوان على سيادته والتجسس عليه لصالح إسرائيل، وقد اعترف رؤساء اللجنة رالف إيكيوس وريتشارد باتلر ونائب الرئيس السابق سكوت ريتر بأنهم نقلوا معلومات عن العراق إلى إسرائيل، كما اعترفت نائبة رئيس اللجنة بأنها نقلت معلومات إلى إسرائيل وأنها تعمدت إبقاء ملفات أسلحة التدمير الشامل مفتوحة رغم تأكدها من خلو العراق منها. كذلك فإن اللجنة متهمة بأنها كانت تعمل وفقا لقرارات الولايات المتحدة وليس الأمم المتحدة، وأن رئيسها قدم تقريره للولايات المتحدة قبل أن يقدمه للسكرتير العام للأمم المتحدة. كذلك تتهم اللجنة بأنها تتجسس على الأجهزة السيادية العراقية وتتعمد تعطيل عملها.

## عملها
قامت اللجنة حتى كانون الأول 1998 بأكثر من 250 مهمة تفتيش، ووفقا لتعبير الأمم المتحدة فإن التفتيش كان نشيطا وصارما وفضوليا وقد قامت اللجنة بتدمير كمية كبيرة من الأسلحة والمنشآت المحددة. عملت اللجنة داخل العراق بأسلوب ينم عن الشك الشديد وتعمد تعطيل العمل وتعطيل المناطق الحساسة التي يعمل بها كبار المسؤولين العراقيين بمن فيهم رئيس الجمهورية، كما مارست التفتيش بشكل استفزازي على كل شخص أو ورقة أو أي شيء آخر يمكن أن تكون له علاقة بأسلحة التدمير الشامل، كما أصبح عملها نوعا من أنواع التجسس الدائم على العراق بحيث لم يعد هناك ما يمكن الاطمئنان إليه مما تمسه اللجنة بما في ذلك مؤسسات القرار العليا. وطالبت اللجنة العراق بأن يقدم لها الوثائق الخاصة أو المتعلقة ببرنامجه لأسلحة التدمير الشامل، ولم تترك اللجنة فرصة للاطلاع على وثيقة إلا وطلبتها باعتبارات الشك بعلاقتها بأسلحة التدمير الشامل. كذلك قامت اللجنة بنصب أجهزة للمراقبة الدائمة عن بعد، لكن انسحابها وعملية ثعلب الصحراء أنهت تشغيل هذه الأجهزة.